# Mosquée centrale de Londres
La Mosquée centrale de Londres (en anglais : London Central Mosque), également connue comme la Mosquée de Regent's Park (en anglais : Regent's Park Mosque) est une mosquée située proche du Regent's Park à Londres.
Pouvant accueillir plusieurs milliers de personnes, il s'agit d'un bâtiment emblématique du paysage architectural de la ville de Londres, identifiable à son iconique dôme doré, et d'un symbole fort de l'islam au Royaume-Uni et en Europe.
La signification historique et architecturale de la London Central Mosque lui vaut en 2018 de se recevoir le Grade II*, figurant ainsi sur la liste des monuments classés au Royaume-Uni.
La mosquée jouxte un centre culturel islamique inauguré par le roi George VI en 1944, le Islamic Cultural Centre.

## Histoire

### Aux origines d'une mosquée deCentral London
Les premières initiatives pour la construction d'une mosquée à Londres centre sont portées dès le début du XXe siècle, notamment par le parrainage de l'Aga Khan sous lequel juriste Syed Ameer Ali dirige un comité (le London Mosque Fund) pour réunir le financement d'une mosquée à Londres. Par la suite, l'irlandais Lord Headley, ouvre en 1928 un fonds solidaire (le fonds Nizamiah) avant de réunir le financement nécessaire à la construction du lieu de culte,.
Le roi George VI donne un terrain à la communauté musulmane du Royaume-Uni en retour du don de terres au Caire par le roi Farouk d'Égypte pour la construction d'une cathédrale anglicane.
Il faut attendre le 24 octobre 1940 pour que le cabinet de guerre de Winston Churchill accorde l'acquisition d'un site du centre de Londres par la communauté musulmans, en remerciement de l'importance des musulmans au sein de la société multiculturelle du pays plongeant alors en pleine Seconde Guerre mondiale,,.

### Construction et inauguration
Le choix de l'emplacement se fait en 1944, le gouvernement britannique offrant à la communauté musulmane britannique la propriété connue sous le nom de Regent's Lodge, à proximité de Regent's Park.
La conception du bâtiment est confiée à l'architecte Eddward Gibberd, qui s'est notamment illustré lors de l'édification de la Cathédrale métropolitaine du Christ-Roi de Liverpool en 1962. 
La construction de l'édifice est achevée en juillet 1977. Les coûts des travaux, à hauteur de 6 millions de livres sterling, sont en partie financés par des dons du roi Fayçal ben Abdelaziz Al Saoud.
En 1994, le roi Fahd d'Arabie saoudite finance l'extension des locaux administratifs du centre culturel. D'autres dirigeants de pays arabes font des dons à la mosquée, notamment pour des travaux.

## Architecture
Le dôme de la mosquée est composé de segments de béton pré-fabriqué léger, revêtu d'une feuille d'alliage de cuivre de couleur dorée.
En 2018, la mosquée se voit recevoir le Grade II*, figurant ainsi sur la liste des monuments classés au Royaume-Uni.

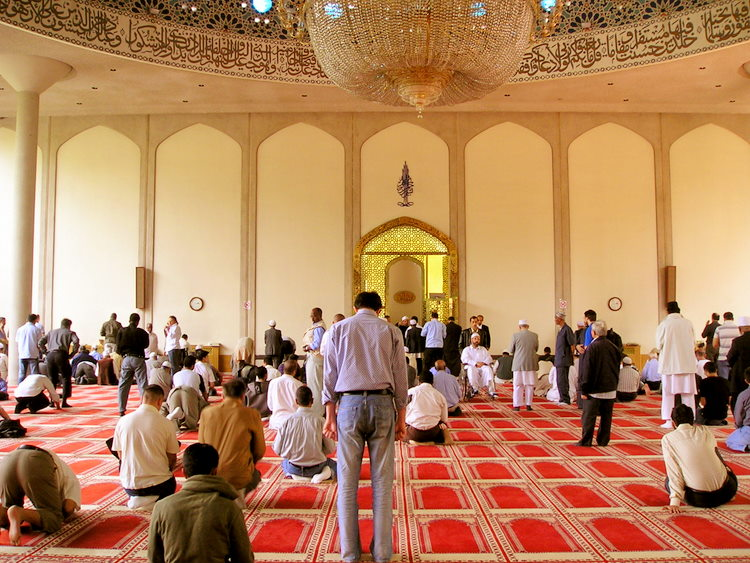
Intérieur de la mosquée.

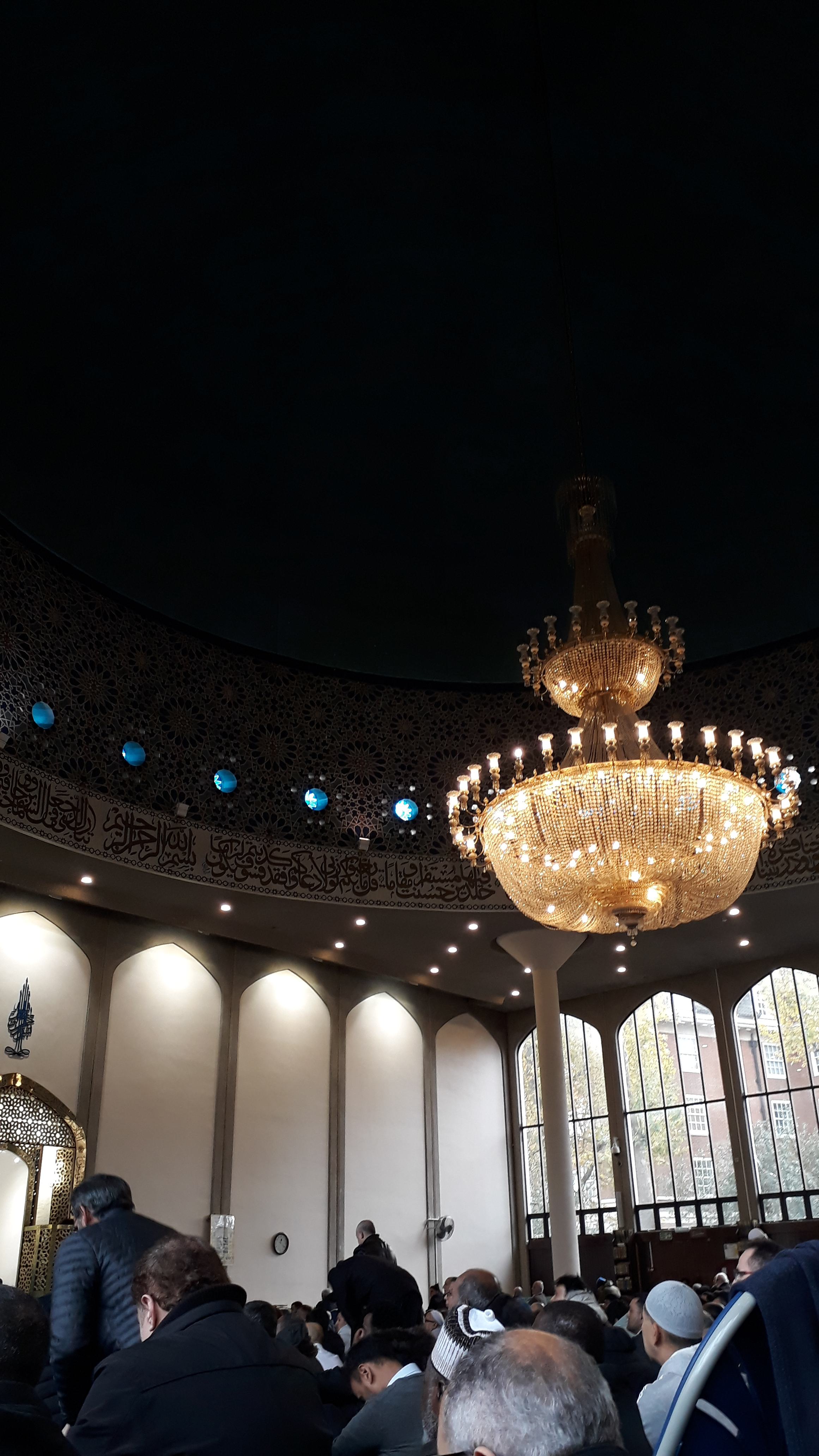
Intérieur de la mosquée pendant la prière du vendredi.